# Empria
Empria is een geslacht van  echte bladwespen (familie Tenthredinidae).

## Soorten
- E. alboscutellata (Konow, 1894)
- E. alector Benson, 1938
- E. archangelskii Dovnar-Zapolskij, 1929
- E. basalis Lindqvist, 1968
- E. candidata (Fallen, 1808)
- E. excisa (C. G. Thomson, 1871)
- E. fletcheri (Cameron, 1878)
- E. granatensis Lacourt, 1988
- E. gussakovskii Dovnar-Zapolskij, 1929
- E. hungarica (Konow, 1895)
- E. immersa (Klug, 1818)
- E. konowi Dovnar-Zapolskij, 1929
- E. liturata (Gmelin, 1790)
- E. longicornis (C.G. Thomson, 1871)
- E. pallimacula (Serville, 1823)
- E. parvula (Konow, 1892)

- E. persephone Benson, 1954
- E. pravei Dovnar-Zapolskij, 1925
- E. pumila (Konow, 1896)
- E. pumiloides Lindqvist, 1968
- E. sexpunctata (Serville, 1823)
- E. testaceipes (Konow, 1896)
- E. tirolensis Enslin, 1914
- E. tridens (Konow, 1896)
- E. ushinskii Dovnar-Zapolskij, 1929